# Xylopia trichostemon
Xylopia trichostemon är en kirimojaväxtart som beskrevs av Robert Elias Fries. Xylopia trichostemon ingår i släktet Xylopia och familjen kirimojaväxter. Inga underarter finns listade i Catalogue of Life.